# Mike Smith (Basketballspieler, 1987)
Mike Smith (* 17. Juli 1987) ist ein US-amerikanischer Basketballspieler. Nach dem Studium in seinem Heimatland begann Smith eine Karriere als Profi 2011 in der deutschen Basketball-Bundesliga. Nach einer Saison mit den Eisbären Bremerhaven setzte Smith die folgende Saison wegen Verletzung aus, bevor er in der Saison 2013/14 in der belgischen Ethias League. Nach einer Saison mit Liège Basket spielt Smith in der Saison 2014/15 für den Ligakonkurrenten Belfius Mons-Hainaut.

## Karriere
Smith ging nach seinem Schulabschluss in Vandalia (Missouri) zum Studium an die East Tennessee State University in Johnson City (Tennessee), wo er von 2006 bis 2011 für die Hochschulmannschaft Buccaneers damals in der Atlantic Sun Conference der NCAA spielte. In Smiths Freshman-Saison mit den Buccaneers reichte es zur Qualifikation für das National Invitation Tournament, bei dem man jedoch in der ersten Runde ausschied. 2009 erreichte er unter anderem zusammen mit dem späteren Bundesligaspieler Courtney Pigram die Vizemeisterschaft im Meisterschaftsturnier der Atlantic Sun, verlor jedoch in der ersten Runde des landesweiten NCAA-Endrundenturniers gegen die in der Regionalgruppe an Nummer eins gesetzten Panthers der University of Pittsburgh. In der folgenden Saison musste Smith wegen einer Verletzung als redshirted aussetzen, worauf er seine abschließende Senior-Spielzeit in der Saison 2010/11 absolvierte, in der die Buccaneers jedoch an keinem bedeutenden Postseason-Tournament mehr teilnahmen, obwohl Smith selbst als „Player of the Year“ der Atlantic Sun ausgezeichnet wurde. Smith zählt mit knapp 1.800 Punkten in seiner Collegekarriere zu den mannschaftsintern zehn besten Punktesammlern aller Zeiten der Buccaneers.
Nachdem Smith in der NBA-Draft 2011 von keinem Club der am höchsten dotierten Profiliga NBA ausgewählt worden war, unterschrieb er seinen ersten Profivertrag bei den Eisbären aus Bremerhaven in der deutschen Basketball-Bundesliga. Nach mäßigem Start als Rookie erhielt Smith nach Verletzungen von Mannschaftskameraden mehr Spielanteile im Saisonverlauf, doch die Eisbären verpassten in der Basketball-Bundesliga 2011/12 erstmals nach zwei Teilnahmen in Folge wieder die Play-offs um die Meisterschaft. Smiths Vertrag wurde anschließend nicht verlängert. Nachdem Smith im Entry Draft der NBA Development League (D-League) von den Iowa Energy ausgewählt worden war, konnte er seine Karriere dort nicht fortsetzen, nachdem er wegen einer Handgelenksverletzung die komplette Saison 2012/13 aussetzen musste. Stattdessen setzte Smith seine Karriere in der Saison 2013/14 wieder in Europa fort, wo er in der belgischen Ethias League für den Klub aus Lüttich spielte. Mit diesem Verein, der die beiden Spielzeiten zuvor jeweils auf dem vorletzten Tabellenplatz beendet hatte, schaffte er erstmals wieder den Einzug in die Finalrunde um den Meisterschaftstitel. Für die Saison 2014/15 wurde er vom Ligakonkurrenten und vormaligen Hauptrundenzweiten Belfius Mons-Hainaut verpflichtet.